# Kopitar
Kopitar je priimek v Sloveniji, ki ga je po podatkih Statističnega urada Republike Slovenije na dan 1. januarja 2010 uporabljalo 230 oseb.

## Znani nosilci priimka
- Andreja Nataša Kopitar, celična biologinja (MF)
- Anže Kopitar (*1987), hokejist
- Franc Kopitar (1928—1989), slikar, kipar, filmski animator, pesnik, kulturnik
- Gašper Kopitar (*1992), hokejist
- Jernej Kopitar (1780—1844), jezikoslovec
- Jože Kopitar (1931—2025), celjski arhitekt, atlet (metalec kopja), športni in kulturni delavec
- Majda Kopitar (1930—2022), kemičarka?
- Marjana Kopitar, atletinja
- Matjaž Kopitar (*1965), hokejist in hokejski trener
- Metod Kopitar (1934—2025), veterinar
- Nataša Kopitar Jerala, kemičarka
- Rok Kopitar (*1959), atlet, tekač na 400m z ovirami
- Stana Kopitar (1907—1986), igralka in režiserka v Trstu
- Urh Kopitar (*1982), atlet, tekač na 400m z ovirami
- Zdravko Kopitar (*1933), farmacevt

## Drugi pomeni
V biologiji lahko kopitar pomeni:
- žival iz reda kopitarjev, Ungulata, ki se delijo na sodoprste in lihoprste kopitarje.